# سایه‌های آبی
سایه‌های آبی (به انگلیسی: Shades of Blue) یک مجموعه تلویزیونی جنایی محصول سال ۲۰۱۶ آمریکا است که از ۷ ژانویه بر روی شبکه ان‌بی‌سی پخش میشد.

در تاریخ ۵ فوریه ۲۰۱۶ ، ان‌بی‌سی این سریال را برای ۱۳ اپیزود فصل دوم تمدید کرد.

## بازیگران

### اصلی
- جنیفر لوپز در نقش کارآگاه هارلی سانتوس ، یک افسر فاسد با پلیس نیویورک حوزه ۶۴ام بروکلین و خبرچین اف‌بی‌آی برای نیروی عملیاتی مبارزه با فساد اداری
- ری لیوتا[۷] در نقش ستوان مت وزنیاک ، فرمانده فاسد حوزه ۶۴ام و هدف اصلی در تحقیقات مبارزه با فساد اداری
- دریا د ماتیو در نقش کارآگاه تس نازاریو
- وارن کول در نقش مأمور ویژه رابرت استال ، مأمور اف‌بی‌آی که وظیفه اش مبارزه با فساد اداری و کنترل سانتوس است.
- دایو اوکینی در نقش کارآگاه مایکل لومان ، یک کارآگاه تازه‌کار اختصاص داده شده به حوزه ۶۴ام که در یکی از روزهای اول کاری خود، به‌طور تصادفی یک فرد مظنون به قاچاقچی مواد مخدر بودن را به ضرب گلوله کشته است که باعث می‌شود او به عذاب وجدان بزرگی دچار شود.همچنین هارلی به او کمک کرد تا بر کارش سرپوش بگذارد.
- همپتون فلوکر[۸] در نقش کارآگاه مارکوس توفو
- وینسنت لارسکا در نقش کارآگاه کارلوس اسپادا
- سارا جفری در نقش کریستینا سانتوس ، دختر ۱۷ ساله هارلی و یک نابغه موسیقی[۹]

### دوره‌ای
- سانتینو فونتانا در نقش کارآگاه دیوید سپرستاین ، یکی از اعضای گروه ستوان وزنیاک
- مایکل اسپر در نقش ستوان دانی پمپ ، عضو امور داخلی پلیس نیویورک و همدست سابق و معشوق سابق ستوان وزنیاک
- لولیتا داویدوویچ در نقش لیندا وزنیاک ، همسر مت
- جینو آنتونی در نقش دستیار دادستان منطقه  جیمز نوا که عاشق هارلی شده‌است.
- انی چانگ در نقش مأمور ویژه مالی چن ، شریک استال
- لسلی سیلوا در نقش گیل بیکر
- مارک دکلین در نقش جو نازاریو ، شوهر تس
- اریکا اش در نقش اریکا ، عشق کارآگاه مایکل لومان
- کاترین کیتس در نقش مادر دیوید سپرستاین
- آنتونیو جارامیلو در نقش میگل زپدا ، دوست پسر سابق هارلی و پدر کریستینا

### جوایز
| سال  | مراسم                  | دریافت‌کننده | دسته بندی                                                              | نتیجه     |
| ---- | ---------------------- | ----------- | ---------------------------------------------------------------------- | --------- |
| ۲۰۱۶ | جوایز برگزیده نوجوانان | جنیفر لوپز  | جایزهٔ برگزیدهٔ نوجوانان برای بازیگر تلویزیونی نقش اول زن برگزیده - درام | در انتظار |
| ۲۰۱۶ | جوایز برگزیده نوجوانان | سایه‌های آبی | جایزهٔ برگزیدهٔ نوجوانان برای مجموعه‌ٔ تلویزیونی: درام                     | در انتظار |